# IVe législature du royaume de Sardaigne

La IVe législature du royaume de Sardaigne (en italien : La IV Legislatura del Regno di Sardegna) est la législature du royaume de Sardaigne qui a été ouverte le 20 décembre 1849 et qui s'est fermée le 20 novembre 1853. 
Elle se divise en 3 sessions : 
- Ire session : Du 20 décembre 1849 au 18 novembre 1850
- 2e session : Du 23 novembre 1850 au 27 février 1852
- 3e session : Du 4 mars 1852 au 20 novembre 1853

## Gouvernements
- Gouvernement D'Azeglio I
  - Du 7 mai 1849 au 21 mai 1852
  - Président du Conseil des ministres : Massimo d'Azeglio
- Gouvernement D'Azeglio II
  - Du 21 mai 1852 au 4 novembre 1852
  - Président du Conseil des ministres : Massimo d'Azeglio
- Gouvernement Cavour I
  - Du 4 novembre 1852 au 4 mai 1855
  - Président du Conseil des ministres : Camillo Cavour

## Président de la chambre des députés
- Pier Dionigi Pinelli
  - Du 20 décembre 1849 au 22 avril 1852
- Urbano Rattazzi
  - Du 11 mai 1852 au 27 octobre 1853
- Carlo Bon Compagni di Mombello
  - Du 16 novembre 1853 au 21 novembre 1853

## Président du sénat
- Giuseppe Manno
  - Du 18 décembre 1849 au 21 novembre 1853